# Pseudagapostemon puelchanus
Pseudagapostemon puelchanus là một loài Hymenoptera trong họ Halictidae. Loài này được Holmberg mô tả khoa học năm 1886.